# Étienne Anheim
Étienne Anheim, né en 1973, est un enseignant-chercheur et historien français. Directeur d'études à l'École des hautes études en sciences sociales, il est spécialiste de l'histoire culturelle de l'Europe de la fin du Moyen Âge.

## Biographie
Étienne Anheim est élève de l’École normale supérieure de Fontenay-Saint-Cloud de 1993 à 1998, où il a notamment comme professeur Patrick Boucheron. En 1996, il est reçu major à l'agrégation d'histoire. Il est ensuite nommé membre de l’École française de Rome de 2002 à 2005. Le 4 décembre 2004, il obtient un doctorat en histoire à l'École pratique des hautes études (IVe section) avec une thèse intitulée La Forge de Babylone : pouvoir pontifical et culture de cour sous le règne de Clément VI (1342-1352) et rédigée sous la direction de Jacques Verger,. Il est ensuite nommé chargé de recherches au Centre national de la recherche scientifique et mis à la disposition de l'École française de Rome pour un an en 2005-2006.
De 2006 à 2016, il est maître de conférences à l'université de Versailles-Saint-Quentin-en-Yvelines. Il obtient une habilitation à diriger des recherches (HDR) en 2015 à l'Université Panthéon-Sorbonne, avec pour sujet « Sociologie historique de la culture en Occident, XIIIe siècle—XVe siècle ». En avril 2016, Étienne Anheim est élu directeur d'études de l'École des hautes études en sciences sociales, sur une chaire intitulée « Sociologie historique de la culture en Europe (XIIe siècle—XVIe siècle) ».
Depuis 2018, il est directeur des Éditions de l'EHESS. Il a également dirigé la rédaction des Annales. Histoire, Sciences sociales, dont il a rejoint le comité de rédaction en 2007. Il est aussi membre du comité de rédaction de la Revue de synthèse et du conseil scientifique de la revue Médiévales.
Vice-président de la Fondation des sciences du patrimoine, membre du conseil scientifique du musée du Louvre, coordinateur scientifique du Laboratoire d'excellence Patrima (Patrimoines matériels) et co-coordinateur du domaine d'intérêt majeur Matériaux anciens et patrimoniaux de la région Île-de-France (avec Loïc Bertrand et Isabelle Rouget), Étienne Anheim a été nommé au grade de chevalier de l'ordre des Arts et des Lettres par l'arrêté du 17 juillet 2015.
En tant que spécialiste de la papauté d'Avignon et la peinture italienne de la fin du Moyen Âge, Étienne Anheim a été membre du comité scientifique de la restauration des fresques de la Chapelle Saint-Martial, au Palais des papes.
Il est également collaborateur régulier du Mondes des livres.

## Travaux
Ses recherches portent sur la sociologie historique de la culture en Europe entre le XIIe et le XVIe siècle, en particulier sur l'histoire sociale des formes artistiques et littéraires, sur la papauté d'« Avignon » et sur l'historiographie et l'épistémologie de l'histoire.
Étienne Anheim a également rédigé des ouvrages d'épistémologie de l'histoire qui traitent de l'exercice contemporain du métier d'historien. Dans Le Travail de l'histoire, il explique sa discipline doit être ni un « tribunal où juger sans fin le passé », ni un « réservoir de rêveries exaltantes » mais une « école de la lucidité ». Dans une perspective d'égo-histoire il écrit que « nous [les historiens] travaillons sur ce qui nous travaille ». Ce livre est d'ailleurs issu de son « mémoire de synthèse » qui est une des composantes de l'habilitation à diriger des recherches et qui consiste en un texte décrivant un « parcours d’enseignant-chercheur en histoire ». Étienne Anheim insiste effectivement, dans Le Travail de l'histoire sur le lien de l'historien avec le contexte de son époque et le rôle des relations universitaire dans sa carrière.
Il a plusieurs fois pris position dans la presse contre les récupérations politiques de l'histoire et particulier pour dénoncer ce qu'il appelle « l'histoire identitaire ».

## Publications
- Étienne Anheim, Clément VI au travail : lire, écrire, prêcher au XIVe siècle, Paris, Publications de la Sorbonne, coll. « Histoire ancienne et médiévale » (no 131), 2014, 406 p. (ISBN 978-2859448752, DOI 10.4000/books.psorbonne.26379).
- Étienne Anheim, Le travail de l'Histoire, Paris, Éditions de la Sorbonne, coll. « Itinéraires », 2018, 256 p. (ISBN 979-1035100803, DOI 10.4000/books.psorbonne.92977).
- Étienne Anheim et Valérie Theis (ill. Sophie Guerrive), Histoire dessinée de la France, t. 8 : À la vie, à la mort ! Des rois maudits à la guerre de Cent Ans (bande dessinée), Paris, La Revue dessinée et La Découverte, octobre 2019, 176 p. (ISBN 978-2348041471).

## Décoration
- Chevalier de l'ordre des Arts et des Lettres (2015[14]).